# Desafio Fair Play de Beach Soccer
O Desafio Fair Play de Beach Soccer foi um torneio amistoso de futebol de areia, realizado pela Fair Play Floripa, com o apoio da Confederação Brasileira de Beach Soccer e da Federação Catarinense de Beach Soccer (FCBS) de 6 a 7 de abril de 2013, na Arena de Praia Fair Play, na cidade de Florianópolis, Santa Catarina. Teve como participante as equipes do Vasco da Gama, do Avaí, do Figueirense e da Chapecoense. O campeão foi o Vasco da Gama. O torneio foi organizado pela equipe da 2DSports e transmitido pela Rede Record.

## Jogos
- Dia 6 de abril
  - Semifinal1 – Vasco da Gama 9 x 1 Chapecoense
  - Semifinal2 – Avaí 7 x 5 Figueirense

- Dia 7 de abril
  - Final – Vasco da Gama 4 x 3 Avaí
  - Disputa de 3º lugar – Figueirense 3 x 2 Chapecoense

## Ver Também
- Mundialito de Clubes de Futebol de Areia
- Copa Brasil de Futebol de Areia
- Torneio Rio-São Paulo de Futebol de Areia
- Desafio Internacional Guara Plus de Beach Soccer

## Ligações Externas
- Página da FCBS